# نفيسة جوزيف
نفيسة جوزيف (بالإنجليزية: Nafisa Joseph)‏ (28 مارس 1978 - 29 يوليو 2004)،عارضة أزياء هندية ومغنية فيديو وحاملة لقب ملكة جمال. فازت بلقب ملكة جمال الكون فيمينا الهند 1997 وكانت من المتأهلين للنهائيات في مسابقة ملكة جمال الكون 1997 في ميامي بيتش.

## وفاتها
توفيت جوزيف منتحرة في شقتها في فيرسوفا في 29 يوليو 2004، قبل أسابيع فقط من زواجها المخطط من رجل الأعمال جوتام خاندوجا. ووفقًا لوالديها، أقدمت جوزيف على الانتحار بعد اكتشافها أن خاندوجا لا يزال متزوجًا، على الرغم من أنه أخبرها أنه مطلق منذ عامين. وعندما واجهته، رفض خاندوجا الإجابة على أسئلة حول حياته الزوجية أو تقديم أوراق الطلاق التي ادعى سابقًا أنه قدمها. وبدلاً من ذلك، ذكرت التقارير الصحفية في ذلك الوقت أنه هددها بالابتزاز، ربما بعد أن هددت بمواجهة زوجته.
بعد وفاتها، قدم والدا جوزيف شكوى إلى الشرطة يتهمان فيها خاندوجا بدفعها إلى الانتحار، زاعمين أن خاندوجا كان يبحث عن طريقة لإنهاء الخطوبة وطلب استجوابه تحت الحراسة. في نوفمبر 2005، أوقفت محكمة بومباي العليا محاكمة خاندوجا حتى يناير 2006. زعم خاندوجا أنه لم يكن هناك دليل يثبت أن فسخ الخطوبة أدى إلى انتحار جوزيف.

## وصلات خارجية
- نفيسة جوزيف على موقع IMDb (الإنجليزية)
- نفيسة جوزيف على موقع إن إن دي بي (الإنجليزية)